# Rodriguezia candida
Rodriguezia candida är en orkidéart som beskrevs av James Bateman och John Lindley. Rodriguezia candida ingår i släktet Rodriguezia och familjen orkidéer. Inga underarter finns listade i Catalogue of Life.

## Bildgalleri

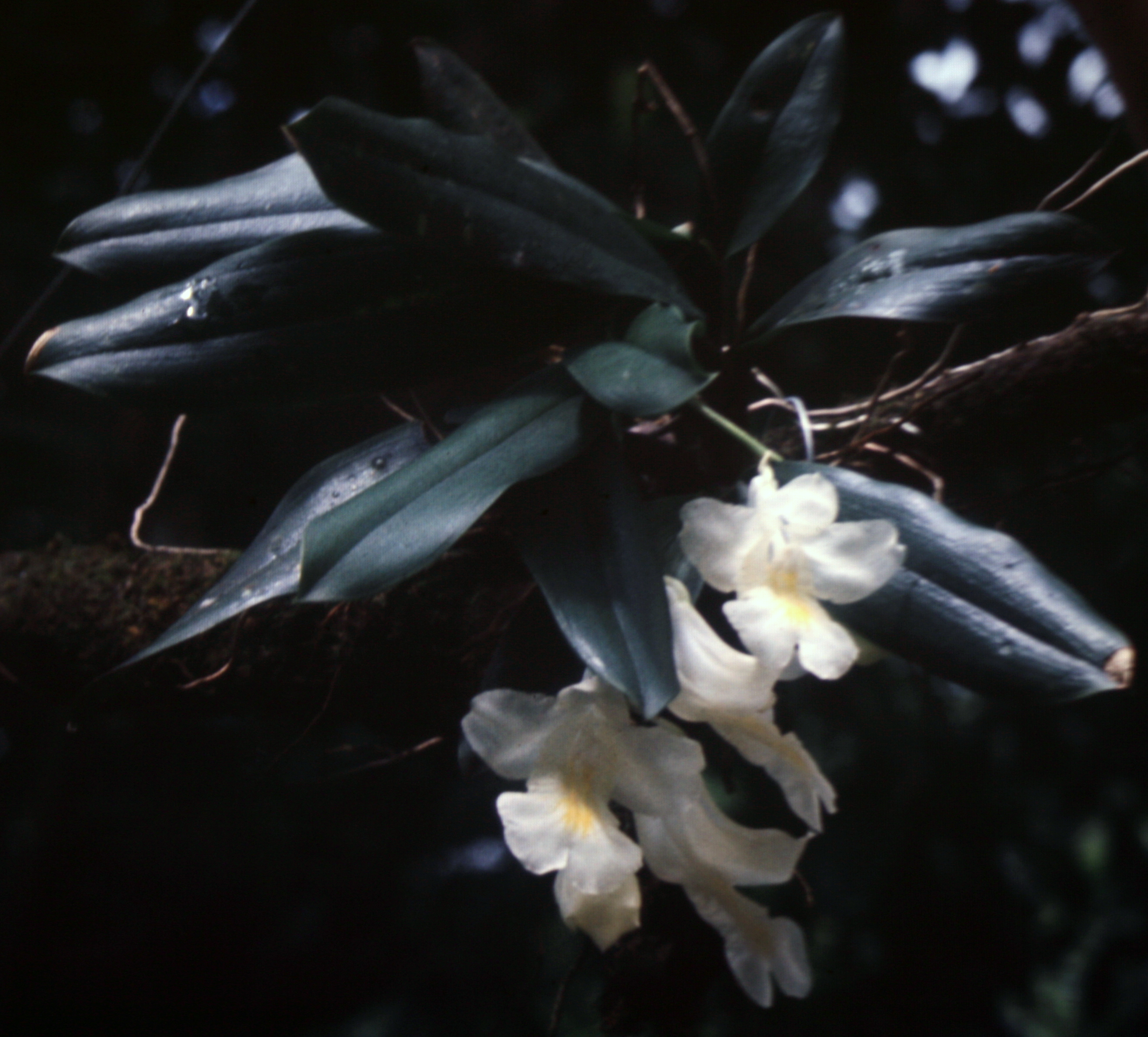
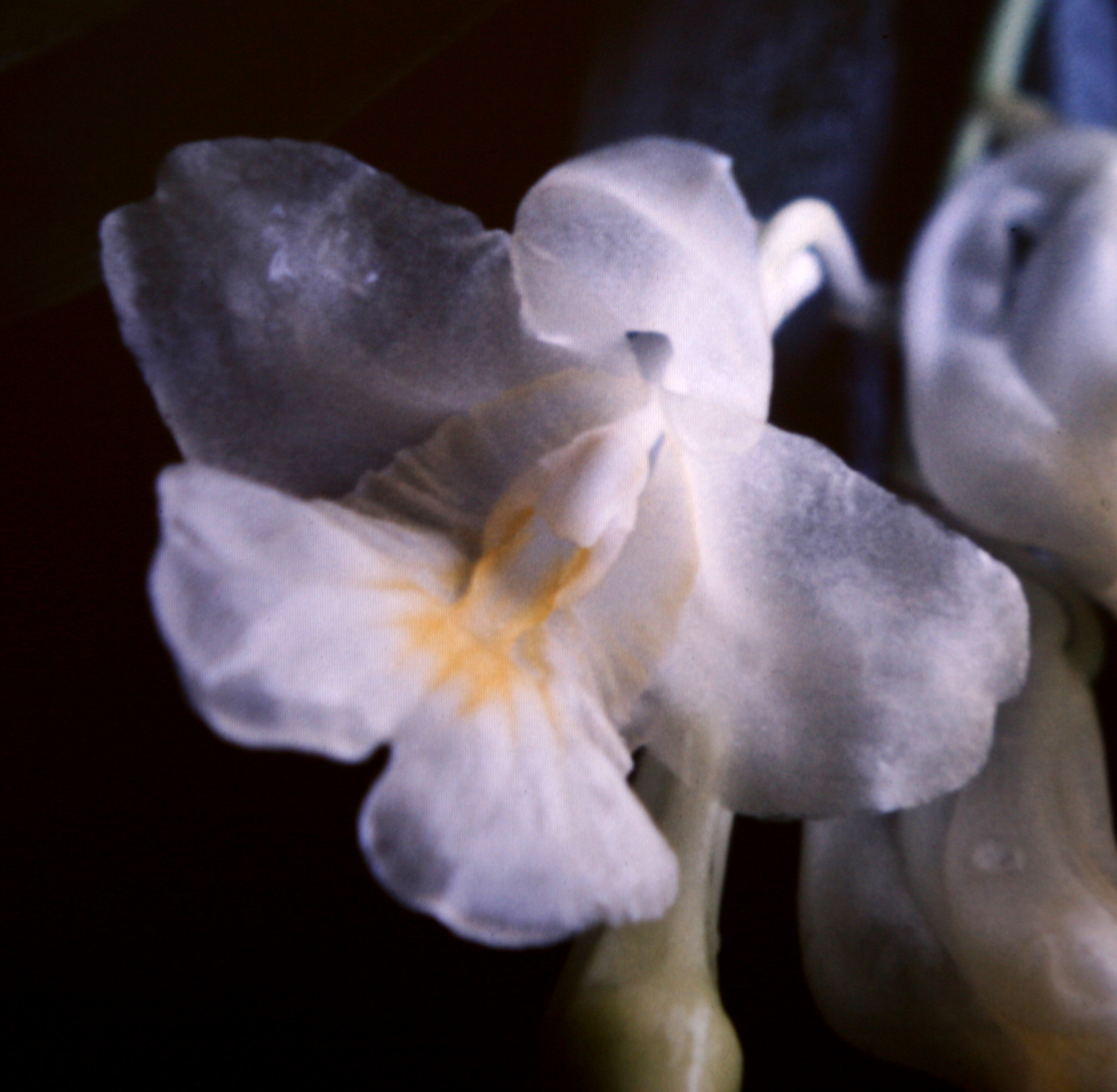
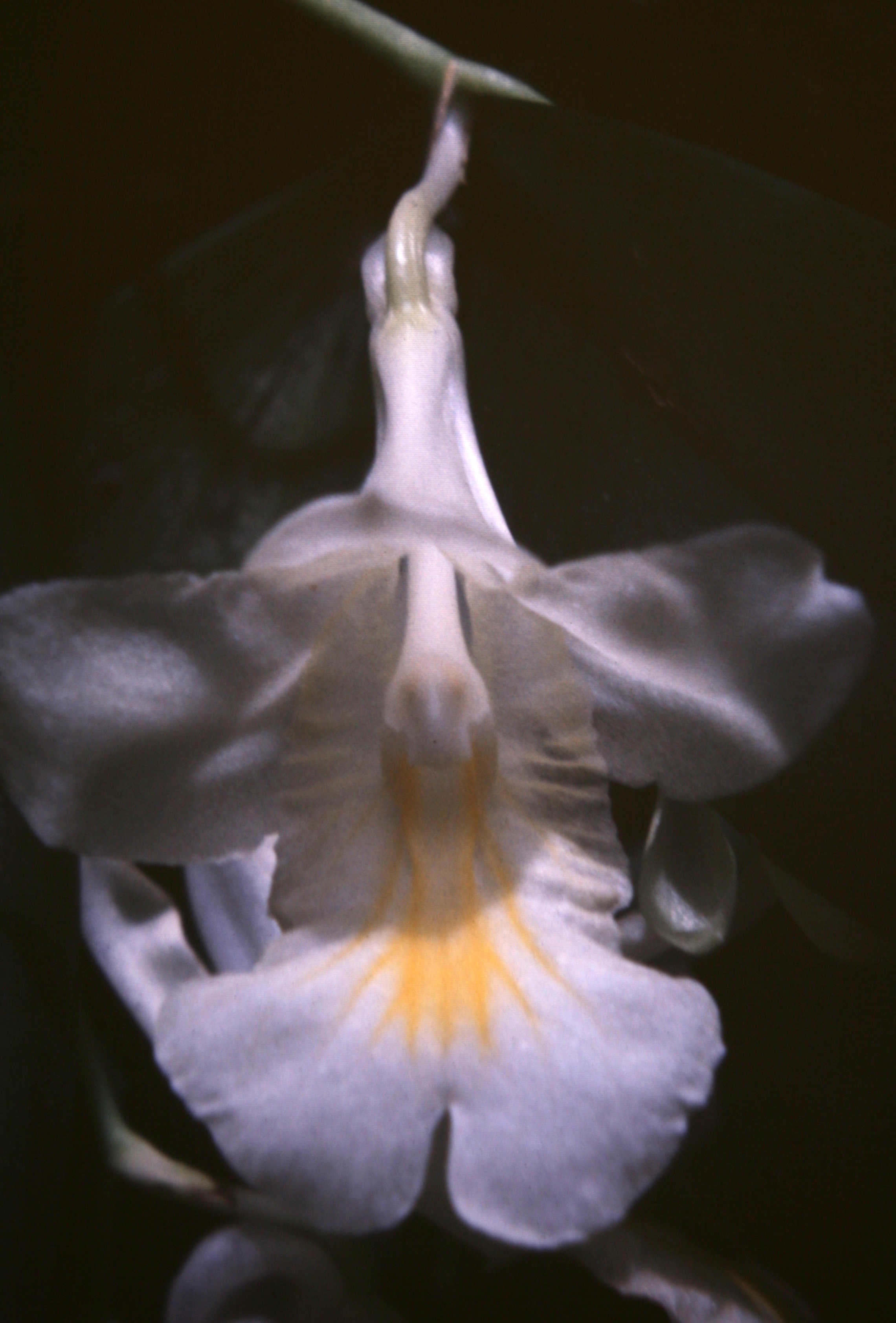
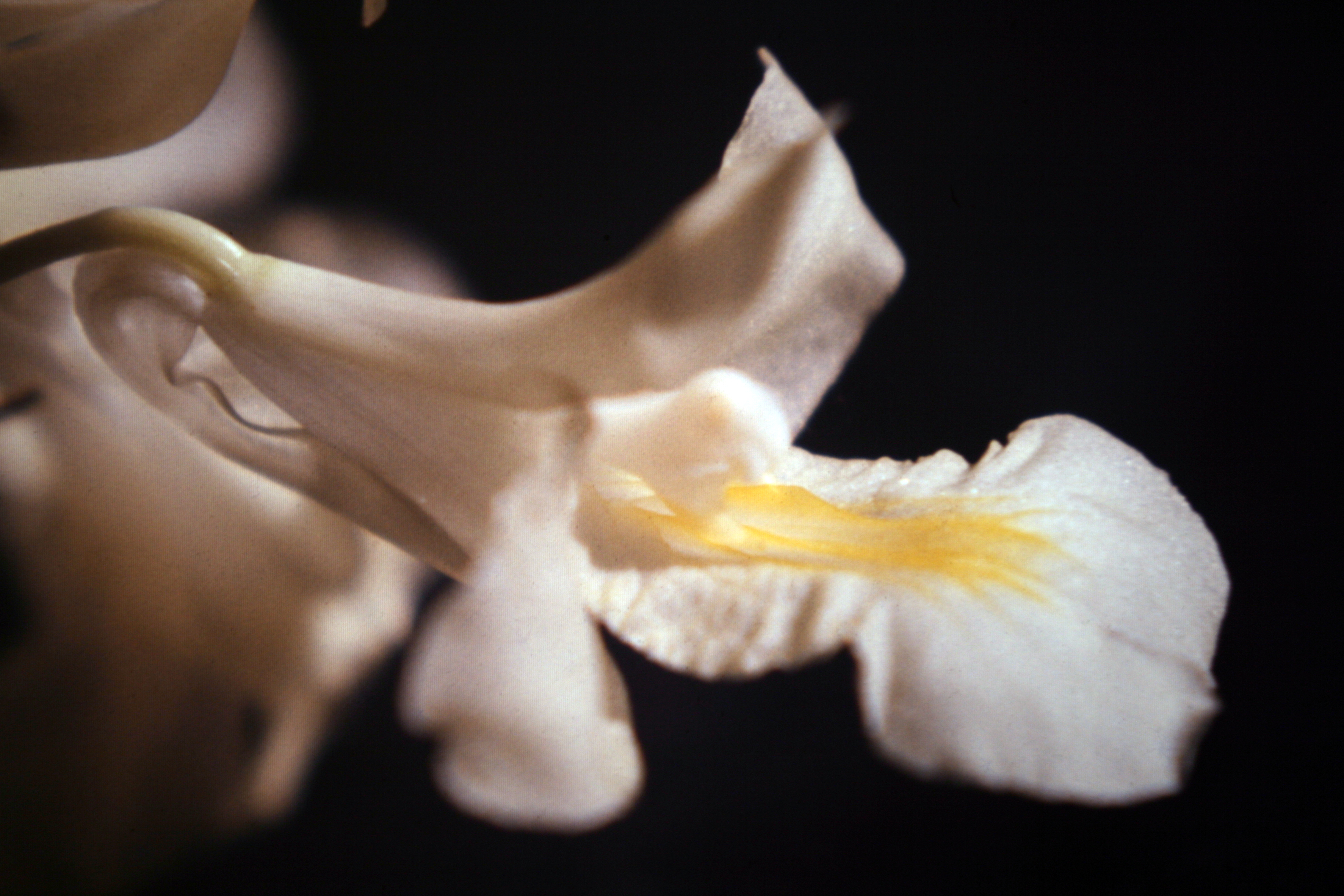
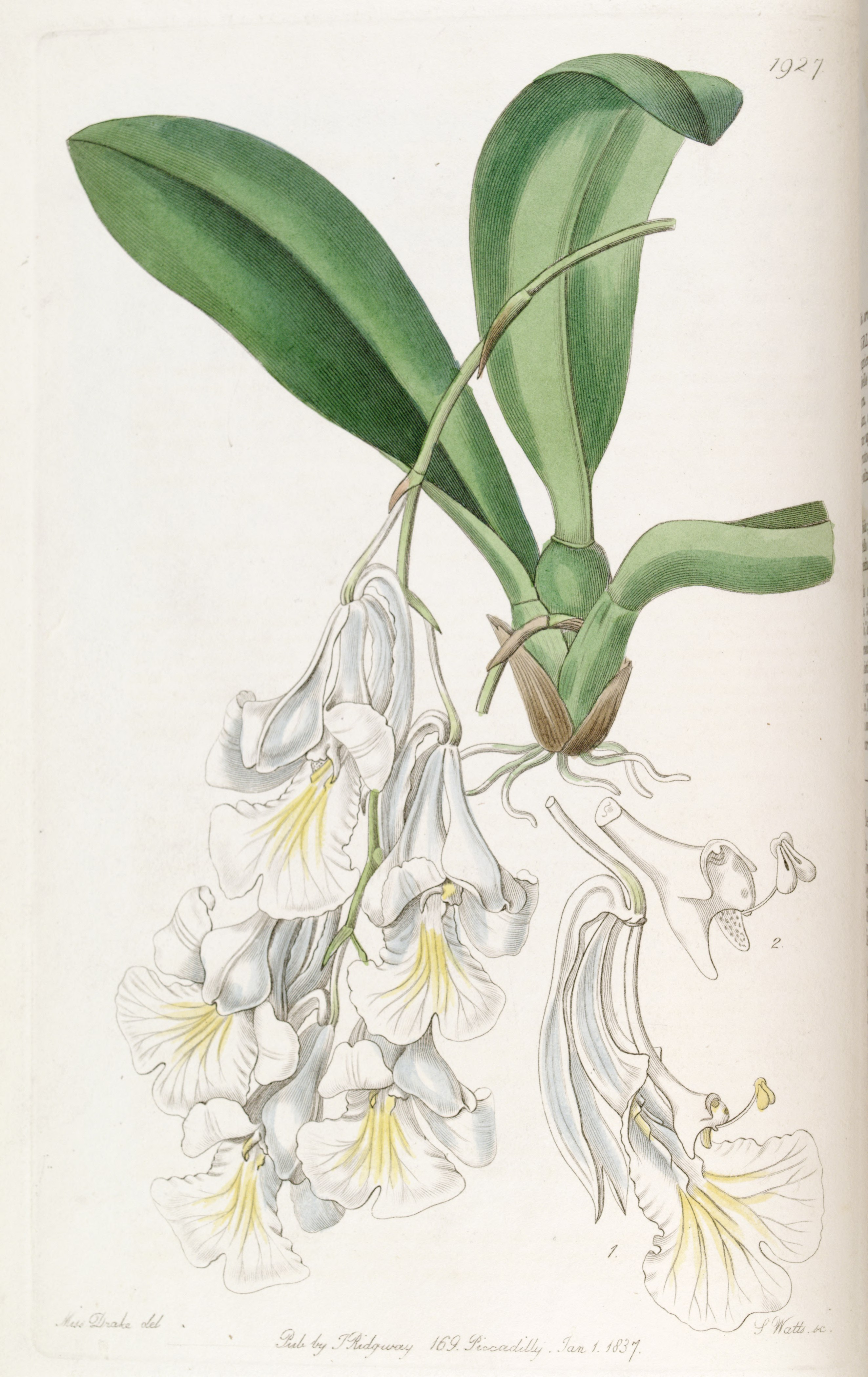